# Libyska öknen

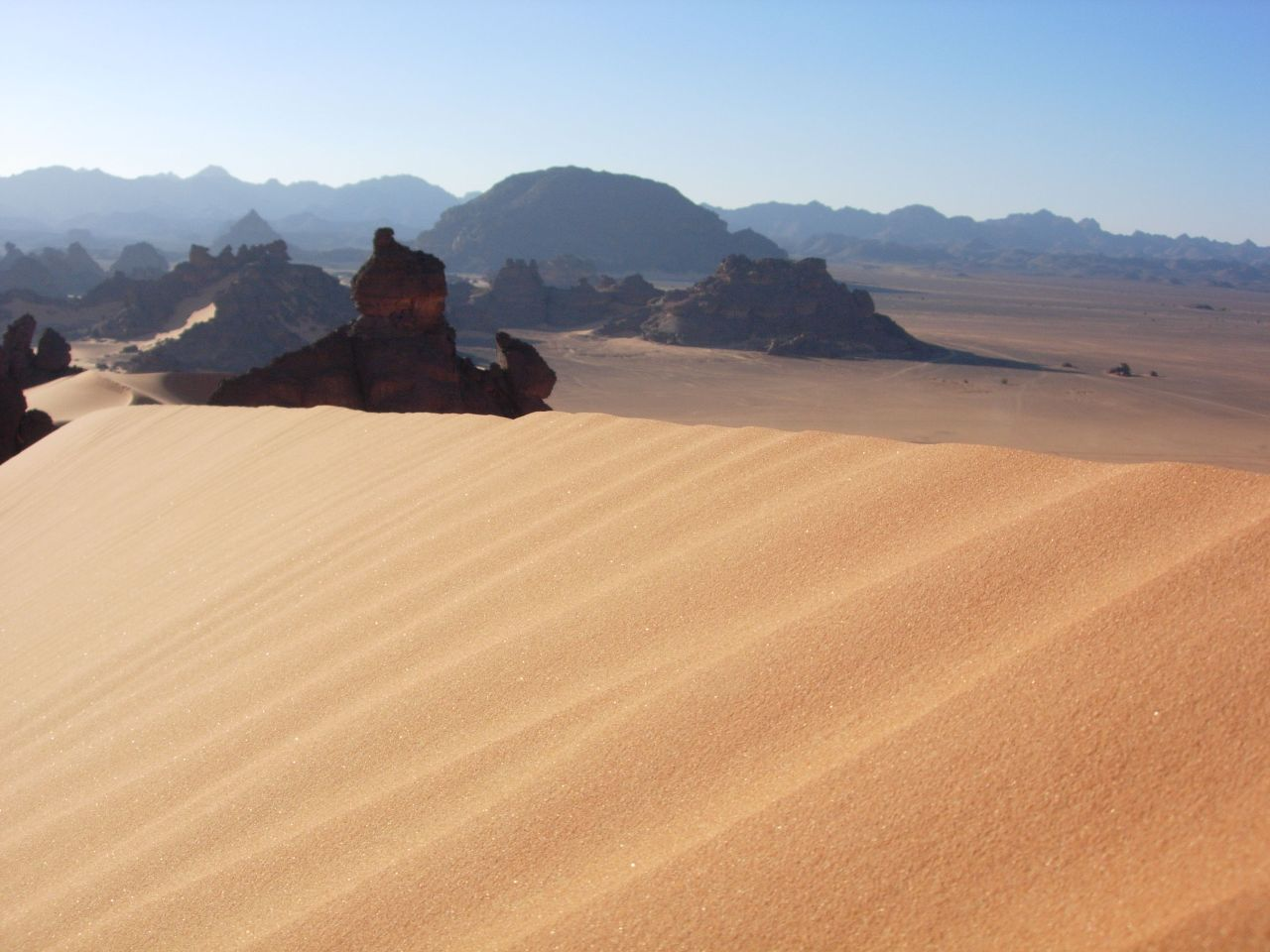
Libyska öknen.

Libyska öknen (arabiska: الصحراء الليبية) är en afrikansk öken som är en del av Sahara. Öknen täcker 1 100 000 kvadratkilometer. Den ligger i Saharas nordöstliga del, i östra Libyen, sydvästra Egypten och nordvästra Sudan.
Libyska öknen utgörs till största delen av en sandöken (erg), med sanddyner som sträcker sig i en nord-sydlig riktning. Det är ett av världens torraste samt mest isolerade områden.
Den egyptiska delen av denna öken benämns även som Västra öknen och innefattar Qattarasänkan, en dal med en lägsta punkt som ligger 133 meter under havsytan. Öknens högsta punkt är Jabal al-Uwaynat (1 934 m ö.h.) och är belägen där de tre ländernas gränser möts.